# Cyathus earlei
Cyathus earlei är en svampart som beskrevs av Lloyd 1906. Cyathus earlei ingår i släktet Cyathus och familjen Agaricaceae.   Inga underarter finns listade i Catalogue of Life.